# Metoda násobení základem
Metoda násobení základem je metoda určená pro převod desetinných čísel mezi soustavami. Metoda je určena pro čísla menší než 1 a spočívá v opakovaném násobení základem cílové soustavy a sepisování číslice na pozici jednotek.

## Postup
Mějme číslo {\displaystyle N_{A}} v soustavě o základu {\displaystyle r_{A}} na {\displaystyle m} platných číslic vyjádřené polynomem jako
{\displaystyle N_{A}=\sum _{i=-1}^{-m}a_{i}{\cdot }r_{A}^{i}=a_{-1}{\cdot }r_{A}^{-1}+a_{-2}{\cdot }r_{A}^{-2}+\cdots +a_{-m}{\cdot }r_{A}^{-m}\,\!}, kde {\displaystyle N_{A}<1\,\!}
Chceme jej vyjádřit v soustavě o základu {\displaystyle r_{B}} jako
{\displaystyle N_{B}=\sum _{i=-1}^{-n}b_{i}{\cdot }r_{B}^{i}=b_{-1}{\cdot }r_{B}^{-1}+b_{-2}{\cdot }r_{B}^{-2}+\cdots +b_{-n}{\cdot }r_{B}^{-n}\,\!}
Vztah lze přepsat podle základu soustavy, do které chceme číslo převést tak, aby se základy vyskytovaly bez mocnin
{\displaystyle N_{A}=r_{B}^{-1}{\cdot }(a_{-1}+r_{B}^{-1}{\cdot }(a_{-2}+{\ldots }+r_{B}^{-1}{\cdot }(a_{-n-1}+r_{B}^{-1}{\cdot }a_{-n})))=0{,}b_{-1}b_{-2}{\ldots }b_{-n}=N_{B}\,\!}
Postupně tedy násobíme číslo {\displaystyle N_{A}} základem {\displaystyle r_{B}} a dostaneme první desetinnou číslici {\displaystyle b_{-1}} (číslici sepíšeme) a nový dílčí součin {\displaystyle S}
{\displaystyle N_{A}\cdot r_{B}=b_{-1}+b_{-2}{\cdot }r_{B}^{-1}+b_{-3}{\cdot }r_{B}^{-2}+\cdots +b_{-n}{\cdot }r_{B}^{-n+1}=b_{-1}+S}
Dalším násobením dostaneme {\displaystyle b_{-2}} atd. Postup opakujeme do požadované přesnosti nebo dokud není dílčí součin nulový. Dostaneme desetinné číslo zapsané pozičně.

## Příklad
Převod čísla {\displaystyle (0{,}6875)_{10}\,\!} do binární soustavy.
| násobení                                     |                       | součin                      | rozepsáno                     | význam                   |
| -------------------------------------------- | --------------------- | --------------------------- | ----------------------------- | ------------------------ |
| {\displaystyle (0{,}6875)_{10}{\cdot }2\,\!} | {\displaystyle =\,\!} | {\displaystyle 1{,}375\,\!} | {\displaystyle 1+0{,}375\,\!} | nejvíce významná číslice |
| {\displaystyle (0{,}375)_{10}{\cdot }2\,\!}  | {\displaystyle =\,\!} | {\displaystyle 0{,}75\,\!}  | {\displaystyle 0+0{,}75\,\!}  |                          |
| {\displaystyle (0{,}75)_{10}{\cdot }2\,\!}   | {\displaystyle =\,\!} | {\displaystyle 1{,}5\,\!}   | {\displaystyle 1+0{,}5\,\!}   |                          |
| {\displaystyle (0{,}5)_{10}{\cdot }2\,\!}    | {\displaystyle =\,\!} | {\displaystyle 1{,}0\,\!}   | {\displaystyle 1+0{,}0\,\!}   | nejméně významná číslice |
Tedy {\displaystyle (0{,}6875)_{10}=(0{,}1011)_{2}\,\!}